# Acitrón
El acitrón es un dulce cristalizado típico de México, el cual se puede encontrar comúnmente en puestos de las ferias locales del país. Posee un gran arraigo gastronómico-cultural, ya que es un ingrediente que se integra a gran número de preparaciones típicas, rituales y festivas. 
 Desafortunadamente, la cactácea con la que se fabrica este ingrediente, se encuentra en grave peligro de extinción, debido al comercio ilegal. Muchas veces se confunde con el Ate (dulce) pero son dulces completamente diferentes ya que este viene del membrillo. 
Durante la época prehispánica los antiguos pobladores la utilizaban como fuente de alimento e instrumento ritual, según vestigios hallados en las cuevas de Tehuacán. En la actualidad es delito federal la extracción y consumo de la pulpa del cactus con la que se fabrica este dulce.

## Descripción
Las comúnmente llamadas biznagas, son varios géneros de la familia Cactaceae (Ferocactus, Melocactus, Echinocactus) originarias del continente americano, extendiéndose desde Canadá hasta los desiertos de Chile. de formas muy variadas, regularmente las empleadas para la fabricación del acitrón son las de forma globosa y/o cilíndrica. El acitrón es el producto que se obtiene de la extracción de la pulpa de la biznaga, después de un proceso de cristalización; y como resultado, se obtiene un dulce de color amarillo o crema translucido, de textura suave en el interior y firme en el exterior, llegando a tener un contenido de azúcar del 70 al 75%.
En México la elaboración de este dulce es tradicional, ya que es parte indispensable de platillos muy típicos como lo son las roscas de reyes, los chiles en nogada, tamales, etc.

## Proceso de elaboración

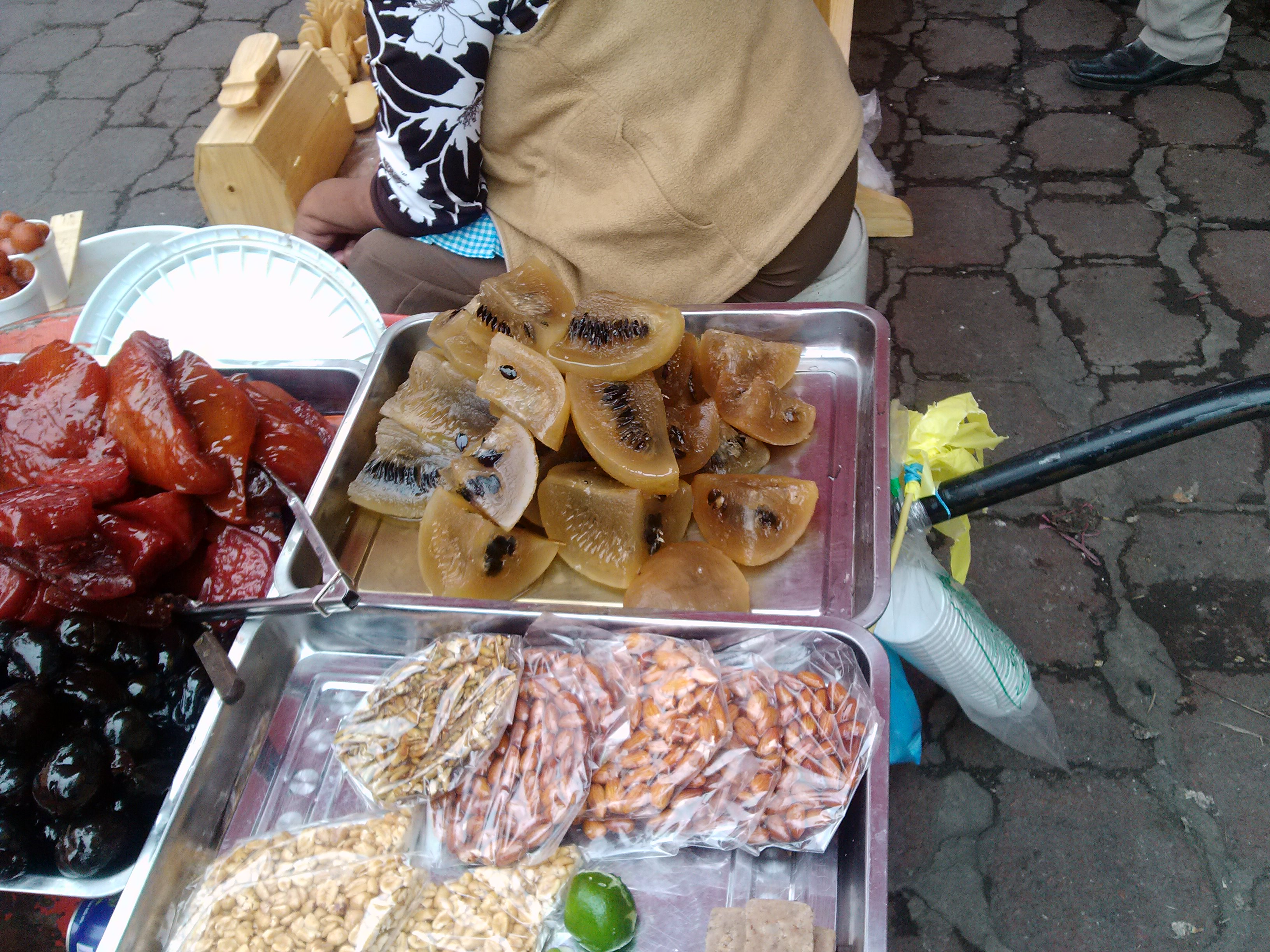
Fruta cristalizada en mercado de México.

La elaboración de un dulce cristalizado es un método común y sencillo, lo difícil en la elaboración del acitrón es conseguir la biznaga, ya que actualmente es ilegal sustraerlas de su hábitat. Se limpia la biznaga quitando las espinas y una gruesa capa de piel. Una vez limpia, se corta en piezas pequeñas y posteriormente se cristalizan mediante un proceso de sustitución del agua que contiene la biznaga por azúcar, esto se logra al sumergirla en un jarabe por lapsos prolongados de tiempo; y finalmente, una etapa de secado para que endurezca la capa superficial. Este proceso puede durar hasta 48 horas y el resultado es un dulce sólido.

## Biznaga
Biznaga es el nombre popular que se aplica a los cactos del género Ferocactus y algunos Echinocactus, que tuvieron gran importancia para el antiguo pueblo mexica, ya que era aprovechada con fines medicinales, religiosos, de comercio y alimenticio. En la época prehispánica se empleaban la flor y la pulpa de las biznagas en diversas preparaciones acompañadas de chiles y especias para salsas, frijoles y maíz; es hasta la época colonial con las técnicas de confitería que los españoles aportaron a México, que la pulpa de las biznagas pasan a ser un dulce típico, el cual se difundió rápidamente llegando a ser de gran aprecio para la cocina, la panadería y repostería. Biznaga es principalmente, el nombre común de una familia de cactáceas que se caracterizan por tener formas de cilíndricas a esféricas. 
Echinocactus platyacanthus (con sinonimia E. visnaga, E. grandis, E. ingens y E. palmeri) es una de las más populares que se emplean para elaborar el acitrón. La concentración de sacáridos y, por ende, su sabor y calidad depende de esta planta. En México se extienden a lo largo y ancho del territorio, siendo los climas áridos donde se reproduce con mayor facilidad.
Los estados de la república donde se encuentra distribuidas las especies de Ferocactus son los del norte como Sonora, Baja California Sur, Chihuahua, Tamaulipas, Nuevo León, Zacatecas, Durango y San Luis Potosí, pero también se pueden encontrar en algunos estados del centro (Hidalgo, México, Querétaro, Puebla y Tlaxcala) y en menor medida al sur del territorio (Oaxaca, Chiapas).[cita requerida]

### Ecosistema
La familia de la biznaga, de donde se produce el acitrón, se caracteriza por ser endémica del continente americano, extendiéndose desde Canadá hasta Argentina, con especial punto de crecimiento en los climas secos en ecosistemas como el bosque seco, praderas, estepas, y desierto con una temperatura promedio de 25 °C y máximas de hasta 45 °C, y precipitaciones mínimas a lo largo del año, crecen en suelos rocosos y arcillosos con raíces no muy profundas pero muy gruesas. 
Este clima es característico de la zona norte de México así como de pequeños microclimas de Estados del centro de la República. Las Biznagas han evolucionado con características anatómicas y fisiológicas particulares, que les han permitido colonizar estos ambientes áridos. Entre ellas podemos mencionar la estructura suculenta o crasa de sus cuerpos de las que se extrae la pulpa para el acitrón, la cual les permite acumular gran cantidad de agua en sus tejidos, sus hojas prácticamente están ausentes, con lo cual reducen la evapotranspiración,para así, reducir la pérdida de agua durante las épocas de sequía.
Y la fotosíntesis se lleva a cabo entonces en la superficie de su cuerpo cilíndrico, solo en épocas de precipitación florecen, generalmente con inflorescencias de hasta una pulgada de color amarillo.

### Conservación de la biznaga
Estas cactáceas se caracterizan por su lento crecimiento, lo que hace muy difícil su disponibilidad para la elaboración del acitrón. Se sabe que son cactáceas muy longevas tardando de 50 a 100 años en llegar a un tamaño ideal;[cita requerida] su lento crecimiento conjugado con la inexistencia de cultivo, ha provocado que esta cactácea escasee y se encuentre protegida por la normatividad mexicana, prohibiendo su corte, procesamiento y venta, como sucede con muchas otras especies, en vez de incentivar su cultivo con el fin de preservar las tradiciones gastronómicas y culturales.
Debido a la extracción descontrolada, en distintos estados se han creado reservas ecológicas que tienen como finalidad la conservación de las especies tanto animales como vegetales en su propio hábitat, tal es el caso de la Reserva Mapimi en Durango y "Reserva El Cielo" en Tamaulipas, otro tipo de esfuerzos para la conservación de estas especies de Biznagas son los Jardines Botánicos, como el caso del de la Universidad Nacional Autónoma de México, en dónde existen ejemplares colectados en diversos estados de la república en las décadas de 1960 y 1970, principalmente por la Maestra Helia Bravo Hollis y su equipo de colaboradores y la Universidad Autónoma de Guadalajara.[cita requerida]

## Actualidad
En la Norma Oficial Mexicana (NOM-059-SEMARNAT-2001) aparece como una especie con protección especial, ya que aunque presenta una amplia distribución en el centro y norte de México, sus poblaciones son bajas debido al impacto de las actividades humanas.
A pesar de esta protección, el acitrón está disponible en casi todos los mercados de México. Sobre todo en los de San Luis Potosí, Querétaro, Hidalgo, Puebla y Oaxaca. Dada la singular naturaleza del negocio, es difícil obtener información sobre la adquisición de la pulpa. Se sabe que la pulpa llega al Distrito Federal proveniente de los estados de Hidalgo, Querétaro, Aguascalientes, San Luis Potosí y Zacatecas. Para evitar problemas relacionados con la extracción de la biznaga, sólo la pulpa es transportada en camiones a la ciudad de México. Una vez que llega el cargamento, el acitrón se prepara por un pequeño grupo de productores que están relacionados con los principales distribuidores. Así, aunque la extracción de la biznaga es ilegal, el tradicional acitrón es aún consumido en México.

## Importancia culinaria y cultural
El acitrón es un ingrediente que ha formado parte de gran número de platillos a lo largo de la historia desde la introducción de la rosca de reyes hasta el chile en nogada ofrecido a Agustín de Iturbide, y hasta nuestros tiempos, que ha logrado incorporarse a las cenas navideñas y gran número de festividades patronales a lo largo de la historia. 
Este arraigo culinario y cultural son los que hacen difícil que se respete la protección de la biznaga ya que no se conciben estos platillos sin este ingrediente en particular, a pesar de que en los últimos tiempos y a raíz de la prohibición y denominación como delito de la explotación de la cactácea, grandes industrias han buscado sustitutos de este singular ingrediente "El Acitrón".

### Posibles sustitutos del acitrón de biznaga
Las industrias fabricantes de materias primas se han preocupado en los últimos tiempos por ofrecer un producto sucedáneo al acitrón ya que resulta difícil la elaboración de productos como la rosca de reyes o los chiles en nogada. Algunos ejemplos de sustitución son el ate de frutas, jaleas industriales a partir de gomas, papaya verde cristalizada, jícama cocida y cristalizada, entre otros.